# Říšská brána
Říšská brána (nová Strahovská brána) je pražská zaniklá stavba ze 17. století. Stála na Pohořelci jako součást opevnění Prahy. Byla postavena roku 1657 nedaleko starší Strahovské brány, jejíž funkci převzala. Strahovská brána stála o něco níže v malostranském opevnění. Tudy vedlo spojení Prahy prastarou cestou do západních Čech, tudy také vtrhla do Prahy roku 1620 vojska Ferdinand II. a 1648 Švédové, aby se zmocnili Hradčan a Malé Strany. Zbořena byla v letech 1898 až 1899. 